# Hexagoon van Saturnus
De hexagoon (zeshoek) van Saturnus is een blijvend zeshoekig wolkenpatroon op de noordpool van de planeet Saturnus, gelegen op ongeveer 78° noorderbreedte. De Zeshoek is groter dan twee keer de diameter van de Aarde en elke ribbe heeft een lengte van 13.800 km. 
De Zeshoek van Saturnus werd op 25 augustus 1981 ontdekt door de Voyager 2 van het Voyagerprogramma en werd nogmaals bezocht in 2006 door de ruimtesonde Cassini-Huygens. Experimenten op aarde met een draaiende vloeistoftank en snelheidsverschillen in de vloeistof lieten patronen met drie-, zes- en achthoeken zien. Omdat Cassini-Huygens aankwam in de plaatselijke winter op het noordelijk halfrond van Saturnus - van november 1995 tot augustus 2009 - bleek pas in 2009 dat er zich een grote storm bevindt in het midden van de zeshoek waar de windsnelheden oplopen tot 480 km/u. Dit stormgebied in de grote zeshoek heeft de vorm van geneste zeshoeken - zie de foto's hieronder. Het is nog niet duidelijk hoe dit komt.
De kleur van de grote zeshoek veranderde in de tijd: in 2012 was hij op foto's blauw, maar in 2016 goudkleurig. Dit wordt geweten aan het verwaaien van chemische stoffen uit de atmosfeer in de jaren van de Saturnuszomer na 2009.

## Foto's gemaakt door de sonde Cassini-Huygens

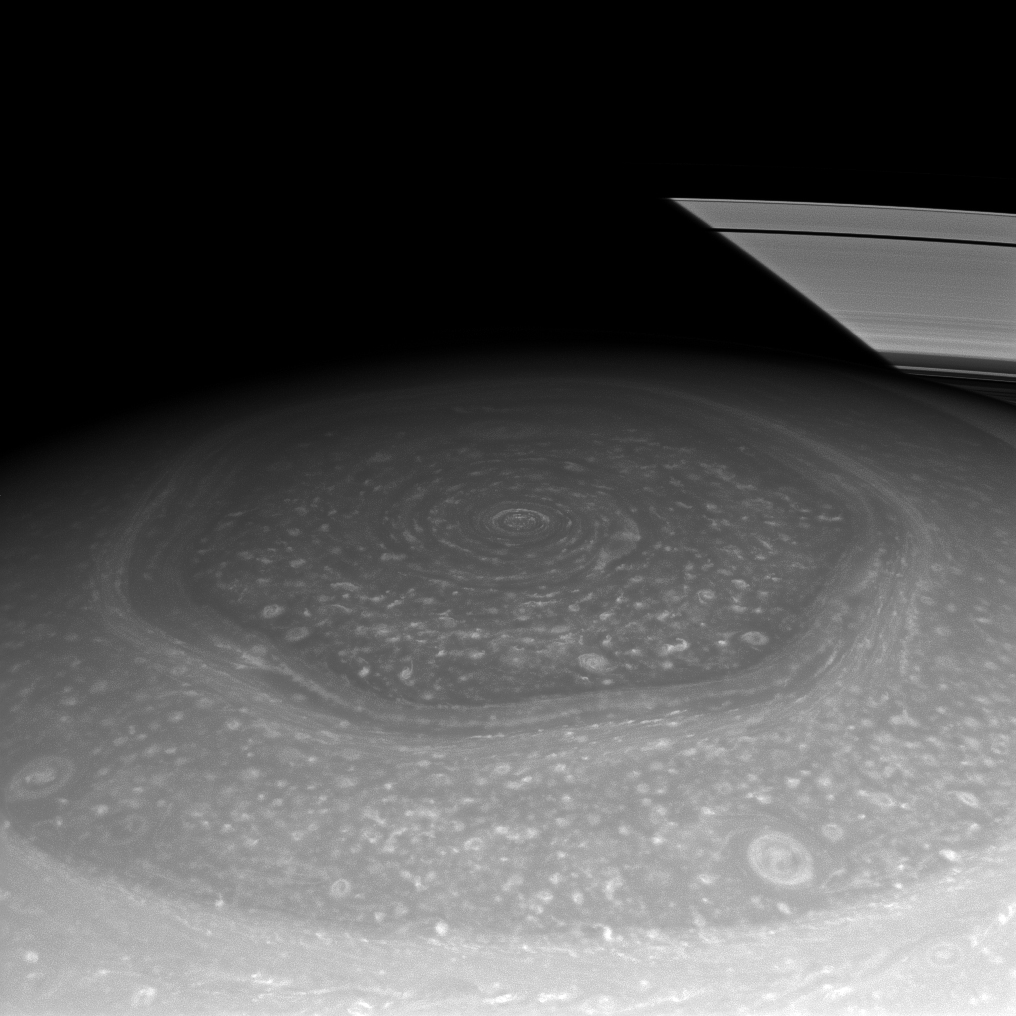
De zeshoek op de noordpool van Saturnus. Met een infraroodfilter werd licht van een golflengte rond 750 nanometer vastgelegd op een afstand van 649,000 kilometer van Saturnus op 27 november 2012.
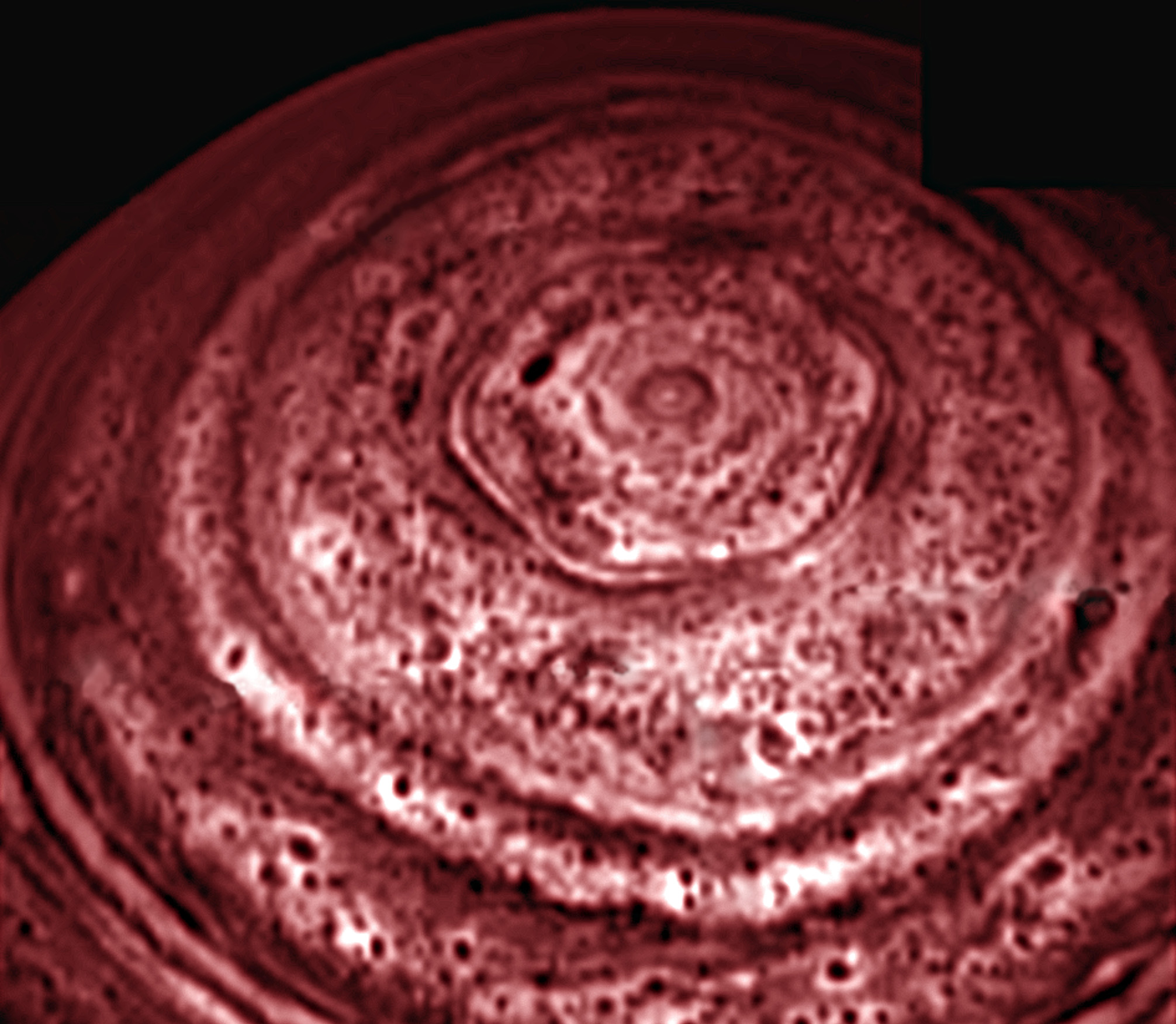
Infraroodopname van warmtestraling met een golflengte van 5 micron (5000 nanometer) in valse kleuren van de Zeshoek van Saturnus op 29 oktober 2006. Door omkering van het contrast zijn donkere wolken hier licht afgebeeld en zien we afwisselende heldere en donkere geneste zeshoeken op een afstand van 902.000 kilometer.
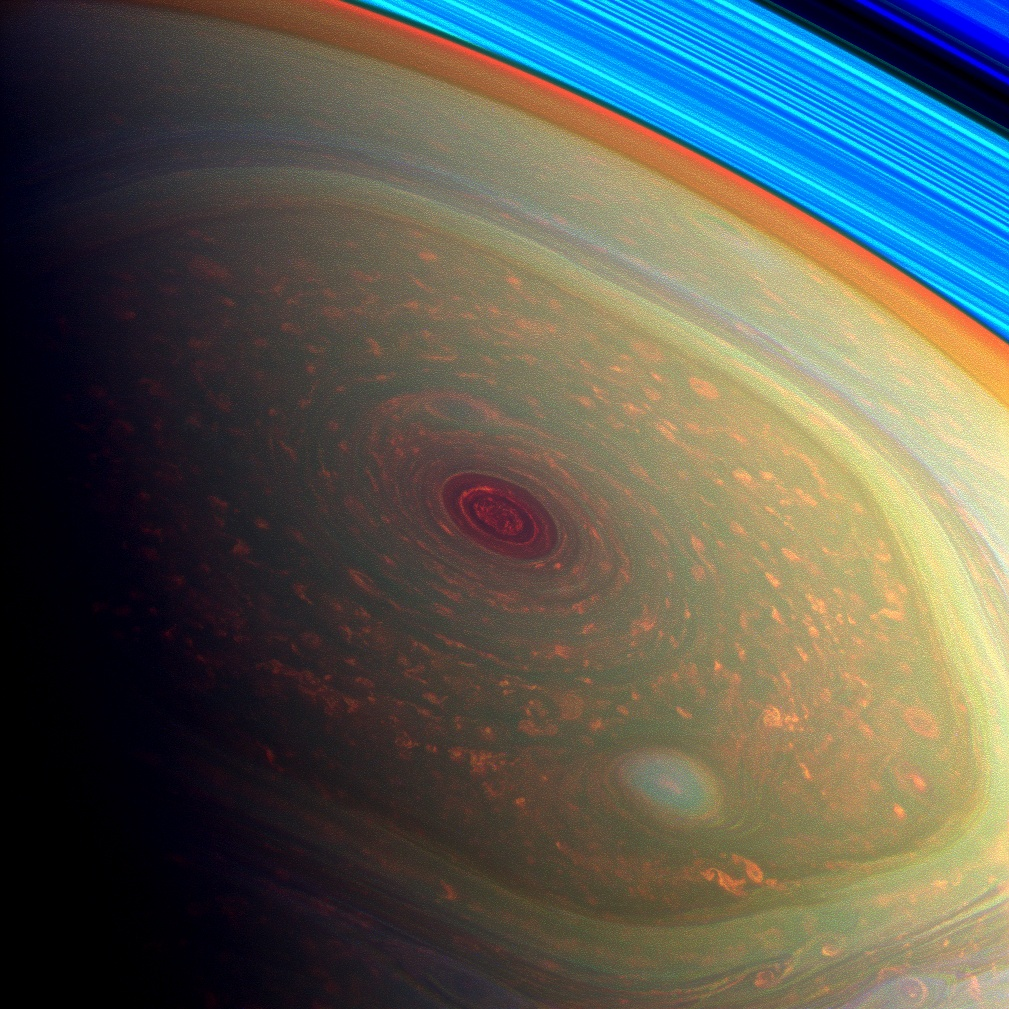
Een samengestelde afbeelding in het nabije infrarood met valse kleuren van de Zeshoek van Saturnus met in het midden de storm. Licht van 890 nanometer is blauw weergegeven, 752 nm rood en 728 nm groen.
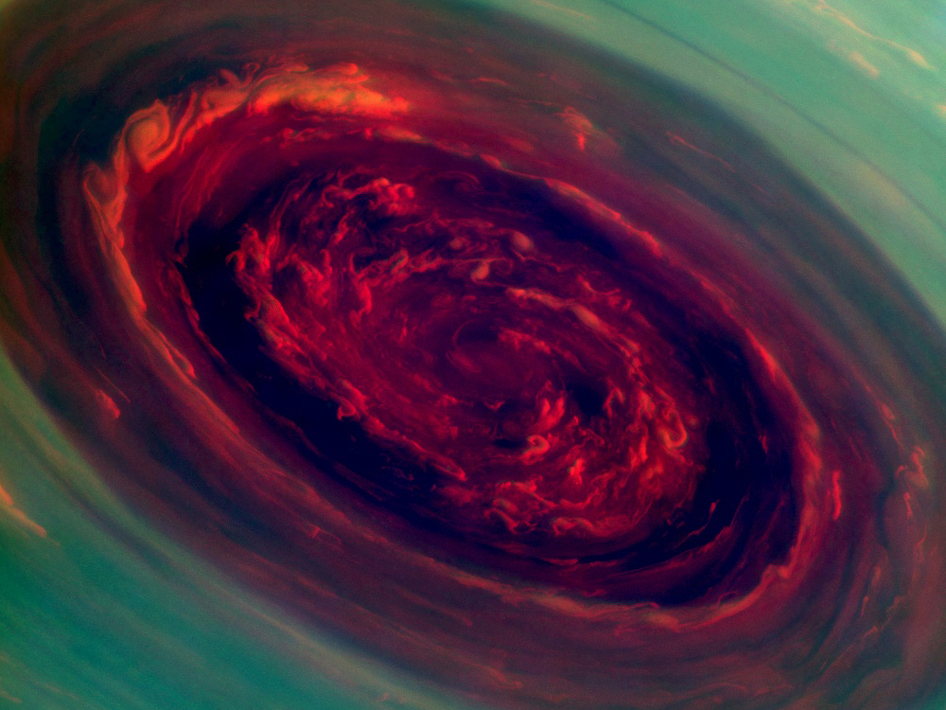
Een samengestelde afbeelding in het nabije infrarood met valse kleuren van de storm in de Zeshoek, gemaakt op 27 november 2012 van een afstand van 419.000 kilometer. Licht van 890 nanometer is blauw weergegeven, 752 nm rood en 728 nm groen.